# Atarba multiarmata
Atarba multiarmata är en tvåvingeart. Atarba multiarmata ingår i släktet Atarba och familjen småharkrankar.

## Underarter
Arten delas in i följande underarter:
- A. m. multiarmata
- A. m. tarmae